# Мамбет-Аджи (Фриденштейн)
Мамбет-Аджи (также Фриденштейн; укр. Мамбет-Аджi, крымскотат. Mambet Acı, Мамбет Аджы) — исчезнувшее село в Кировском районе Республики Крым, располагавшееся на северо-западе района, в степной части Крыма, примерно в 1 км к западу от современного села Софиевка.

## История
Согласно энциклопедическому словарю «Немцы России», колония Фриденштейн (она же Мамбет-Аджи, Аджи-Мамбет) была основана в 1897 году на территории Бютеньской волости — видимо, в документе смешаны два населённых пункта: собственно немецкое село Мамбет-Аджи и хутор Аджи-Мамбет. Согласно «Памятной книжке Таврической губернии за 1867 год», деревня Мамбет Аджи была покинута жителями в 1860—1864 годах, в результате эмиграции крымских татар, особенно массовой после Крымской войны 1853—1856 годов, в Турцию и заселена немцами-колонистами меннонитами — здесь снова некоторая путаница, поскольку немецкая колония была основана в 2 километрах ниже по руслу оврага Куру-Индол.
Впервые же в исторических документах Фриденштейн встречается в «Списке населённых мест Таврической губернии по сведениям 1864 года», составленному по результатам VIII ревизии 1864 года, согласно которому Фриденштейн (он же Мамбет-Аджи) — меннонитская колония ведомства попечения колонистам, с 8 дворами и 25 жителями при протоке Мамбет-Аджи на 2200 десятинах земли, арендуемой за 1/10 часть урожая и на трёхверстовой карте Шуберта 1865 года. По результатам земской реформы Александра II 1861 года деревню приписали к Шейих-Монахской волости. В «Памятной книге Таврической губернии 1889 года», по результатам Х ревизии 1887 года, в деревне Мамбет-Аджи числилось 8 дворов и 42 жителя.
После земской реформы 1890-х годов деревню приписали к Цюрихтальской волости. В «…Памятной книжке Таврической губернии на 1892 год» Мамбет-Аджи значится в списке экономий и разорённых деревень. На верстовой карте Крыма 1896 года хутор Мамбет-Аджи обозначен без указания числа дворов. По «…Памятной книжке Таврической губернии на 1902 год» в экономии Мамбет-Аджи числилось 19 человек в 1 дворе. По Статистическому справочнику Таврической губернии. Ч.II-я. Статистический очерк, выпуск пятый Феодосийский уезд, 1915 год, в имении Мамбет-Аджи (Кузьменко С. М.) Цюрихтальской волости Феодосийского уезда числился 1 двор без населения.
После установления в Крыму Советской власти, по постановлению Крымревкома от 8 января 1921 года была упразднена волостная система и село вошло в состав вновь созданного Владиславовского района Феодосийского уезда, а в 1922 году уезды получили название округов. 11 октября 1923 года, согласно постановлению ВЦИК, в административное деление Крымской АССР были внесены изменения, в результате которых округа ликвидировались и Владиславовский район стал самостоятельной административной единицей. Декретом ВЦИК от 04 сентября 1924 года «Об упразднении некоторых районов Автономной Крымской С. С. Р.» в октябре 1924 года район был преобразован в Феодосийский и село включили в его состав. Согласно Списку населённых пунктов Крымской АССР по Всесоюзной переписи 17 декабря 1926 года, в селе Мамбет-Аджи, Ак-Кобекского сельсовета Феодосийского района, числилось 7 дворов, все крестьянские, население составляло 29 человек, все русские, а, по энциклопедическому словарю «Немцы России» — 126 человек, все — немцы. Постановлением ВЦИК «О реорганизации сети районов Крымской АССР» от 30 октября 1930 года из Феодосийского района был выделен (воссоздан) Старо-Крымский район (по другим сведениям 15 сентября 1931 года) и село включили в его состав, а, с образованием в 1935 году Кировского — в состав нового района (согласно энциклопедическому словарю «Немцы России» — с населением 136 человек). В последний раз встречается на карте 1941 года, но был ли это данный Мамбет-Аджи, или Мамбет-Аджи-Вакуф — неизвестно.

### Динамика численности населения
| - 1864 год — 25 чел. - 1889 год — 42 чел. - 1892 год — 0 чел. - 1902 год — 10 чел. | - 1915 год — 0 чел. - 1926 год — 29 чел. - 1935 год — 136 чел. |